# Dicumylperoxid
Dicumylperoxid (systematische Bezeichnung Bis(1-methyl-1-phenylethyl)peroxid) ist eine organisch-chemische, aromatische Verbindung aus der Gruppe der Peroxide. Der Name leitet sich vom Cumylrest ab, der über eine Peroxidbrücke mit einem zweiten, gleichartigen Rest verbunden ist.

## Darstellung und Gewinnung
Die Synthese von Dicumylperoxid erfolgt durch die Umsetzung von 2-Phenyl-2-propanol mit dem Wasserstoffperoxid/Harnstoff-Addukt bei 35 °C in Gegenwart einer Mineralsäure. Bei einer weiteren Synthese wird 2-Phenyl-2-propanol mit Cumolhydroperoxid umgesetzt.

## Eigenschaften
Dicumylperoxid ist ein weißes bis gelbliches, charakteristisch riechendes Pulver, das praktisch unlöslich in Wasser (0,4–2 mg/l) ist, sich aber gut in Alkoholen, Estern und aromatischen Kohlenwasserstoffen löst. Der Feststoff kristallisiert in einem rhombischen Kristallgitter. Oberhalb von 70 °C setzt die thermische Zersetzung ein. Die Zersetzung verläuft mit einer Zersetzungswärme von −810 kJ·kg−1 bzw. −219 kJ·mol−1 stark exotherm.
Das Peroxid ist brandfördernd und sollte keinesfalls mit brennbaren Stoffen in Kontakt kommen.

## Verwendung
Es wird als Vernetzungsmittel für Polyolefine und Elastomere sowie zum Härten von ungesättigten Polyesterharzen verwendet. Viele Kunststoffe, wie etwa Polyethylen, werden mit Dicumylperoxid nachbehandelt, um durch eine höhere Vernetzung der Polymerketten Stoffeigenschaften wie Elastizität, Öl- und Säurebeständigkeit zu verbessern.

## Risikobewertung
Dicumylperoxid wurde 2015 von der EU gemäß der Verordnung (EG) Nr. 1907/2006 (REACH) im Rahmen der Stoffbewertung in den fortlaufenden Aktionsplan der Gemeinschaft (CoRAP) aufgenommen. Hierbei werden die Auswirkungen des Stoffs auf die menschliche Gesundheit bzw. die Umwelt neu bewertet und ggf. Folgemaßnahmen eingeleitet. Ursächlich für die Aufnahme von Dicumylperoxid waren die Besorgnisse bezüglich Verbraucherverwendung, Umweltexposition, Exposition von Arbeitnehmern, hoher (aggregierter) Tonnage, hohes Risikoverhältnis (Risk Characterisation Ratio, RCR) und weit verbreiteter Verwendung sowie der Gefahren ausgehend von einer möglichen Zuordnung zur Gruppe der PBT-/vPvB-Stoffe. Die Neubewertung fand ab 2015 statt und wurde von Norwegen durchgeführt. Anschließend wurde ein Abschlussbericht veröffentlicht.